# 중앙세르비아

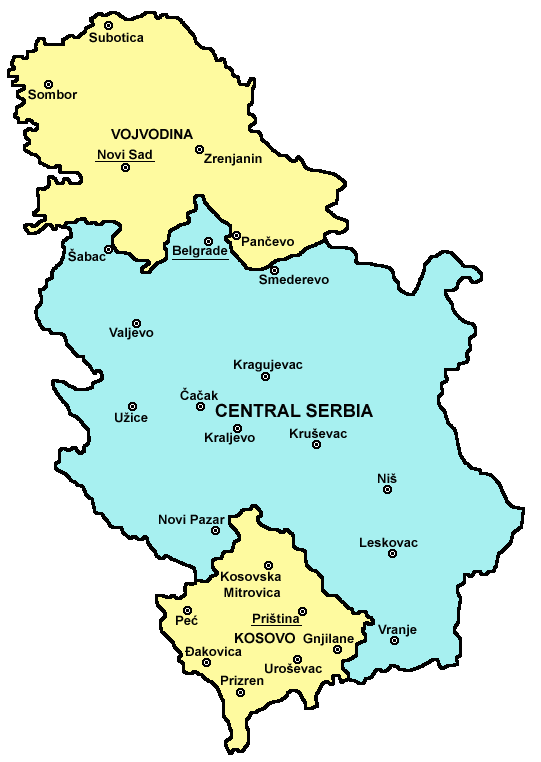
세르비아 지도에 표시된 중앙세르비아의 위치

중앙세르비아(세르비아어: Централна Србија, Centralna Srbija 첸트랄나 스르비야)는 보이보디나 자치주와 코소보 자치주를 제외한 세르비아의 모든 지역을 가리키는 용어로 전체 면적은 55,968km2, 전체 인구는 5,466,009명(2002년 기준)이다. 세르비아의 공식적인 행정 구역 단위는 아니며 중앙 정부의 관할하에 있다.

## 행정 구역

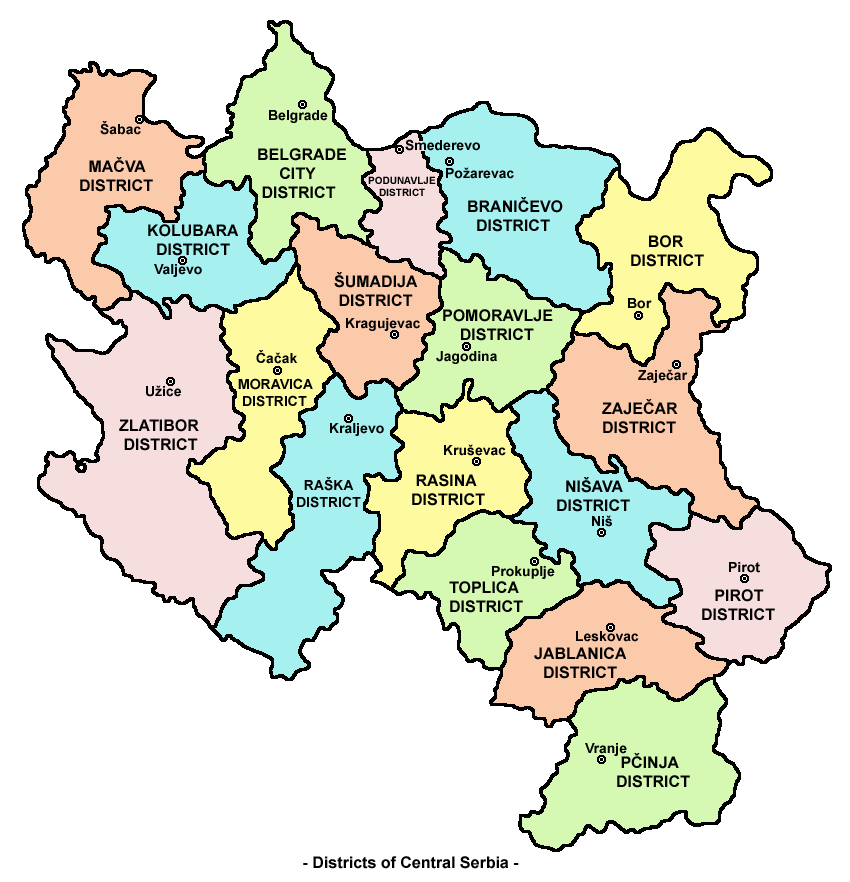
중앙세르비아에 속하는 구의 위치

세르비아의 17개 구와 베오그라드 시가 중앙세르비아에 위치한다.
- 보르 구
- 브라니체보 구
- 야블라니차 구
- 콜루바라 구
- 마치바 구
- 모라비차 구
- 니샤바 구
- 프치나 구
- 피로트 구
- 포두나블레 구
- 포모라블레 구
- 라시나 구
- 라슈카 구
- 슈마디야 구
- 토플리차 구
- 자예차르 구
- 즐라티보르 구
- 베오그라드 시

## 도시
다음은 중앙 세르비아에 위치한 도시 가운데 규모가 큰 도시에 관한 목록이다. (인구는 2002년 인구 조사를 기준으로 함)
- 베오그라드: 1,280,600명
- 니시: 173,400명
- 크라구예바츠: 146,000명
- 레스코바츠: 94.758명
- 차차크: 73,200명
- 스메데레보: 62,700명
- 발레보: 61,400명
- 크랄레보: 57,800명
- 크루셰바츠: 57,400명
- 우지체: 55,000명
- 브라네: 55,000명
- 샤바츠: 54,800명
- 노비파자르: 54,600명

## 인구
인구와 민족 분포는 2002년 인구 조사를 기준으로 한다.
- 세르비아인: 4,891,031명 (89.48%)
- 보스니아인: 135,670명 (2.48%)
- 로마인: 79,136명 (1.45%)
- 알바니아인: 59,952명 (1.10%)
- 블라크인: 39,953명 (0.73%)
- 몬테네그로인: 33,536명 (0.61%)
- 헝가리인: 30,840명 (0.56%)
- 불가리아인: 18,839명 (0.34%)
- 무슬림: 15,869명 (0.29%)
- 마케도니아인: 14,062명 (0.26%)
- 크로아티아인: 14,056명 (0.26%)

## 같이 보기
- 중국 본토